# Zondagsdichter
Een zondagsdichter is iemand die af en toe een gedicht schrijft voornamelijk om zijn gevoelens te uiten.
Volgens Komrij is een zondagsdichter iemand die zijn eigen kunnen boven alles stelt. Alleen wat hij maakt is van belang, ongeacht wat men ervan vindt.
Het motto kill your darlings is niet aan hem besteed; het is eerder andersom: hij koestert zijn darlings. Verder zal hij nauwelijks andere dan zijn eigen poëzie lezen en daarbij is hij al helemaal niet onder de indruk van het kunnen van andere dichters. Als onderwerp van zijn gedicht kiest de zondagsdichter vaak het "onstoffelijke" (liefdesverdriet scoort hoog). Er valt weinig te lachen in zijn gedichten. Een zondagsdichter is eerder trots op zijn hoeveelheid werk, dan op de kwaliteit hiervan.
Het radioprogramma Candlelight was voor hen jarenlang een podium.

## Letterlijk
Letterlijk genomen is een zondagsdichter een dichter die 's zondags (in zijn of haar vrije tijd) dicht.